# V-wapen

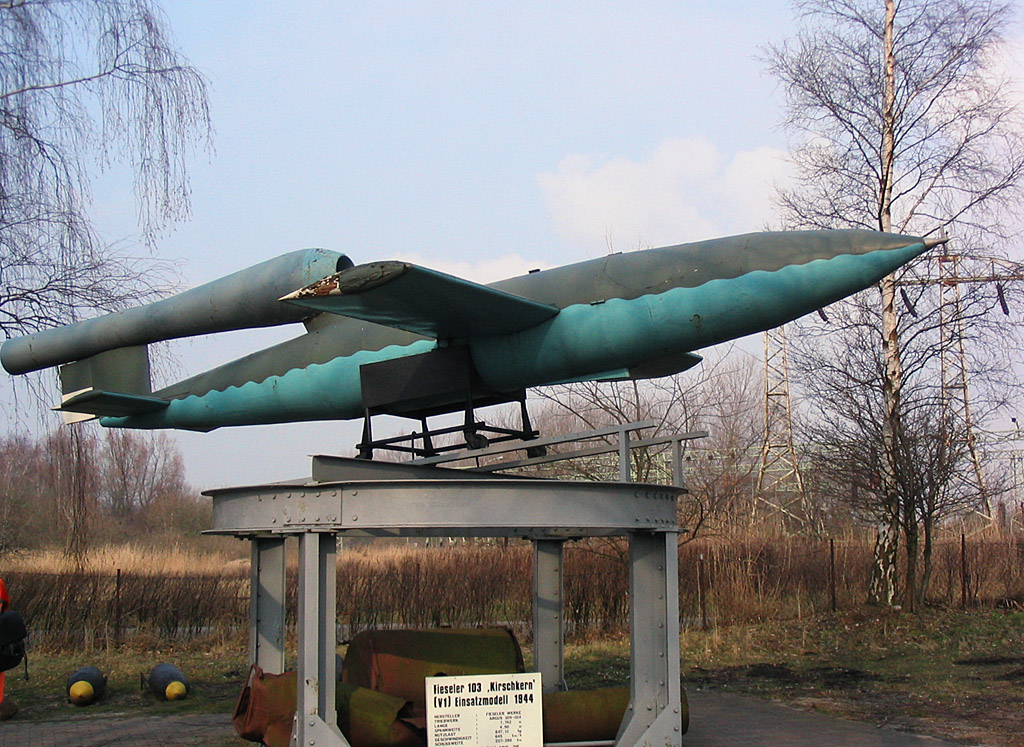
V-1 in het Peenemünde Museum

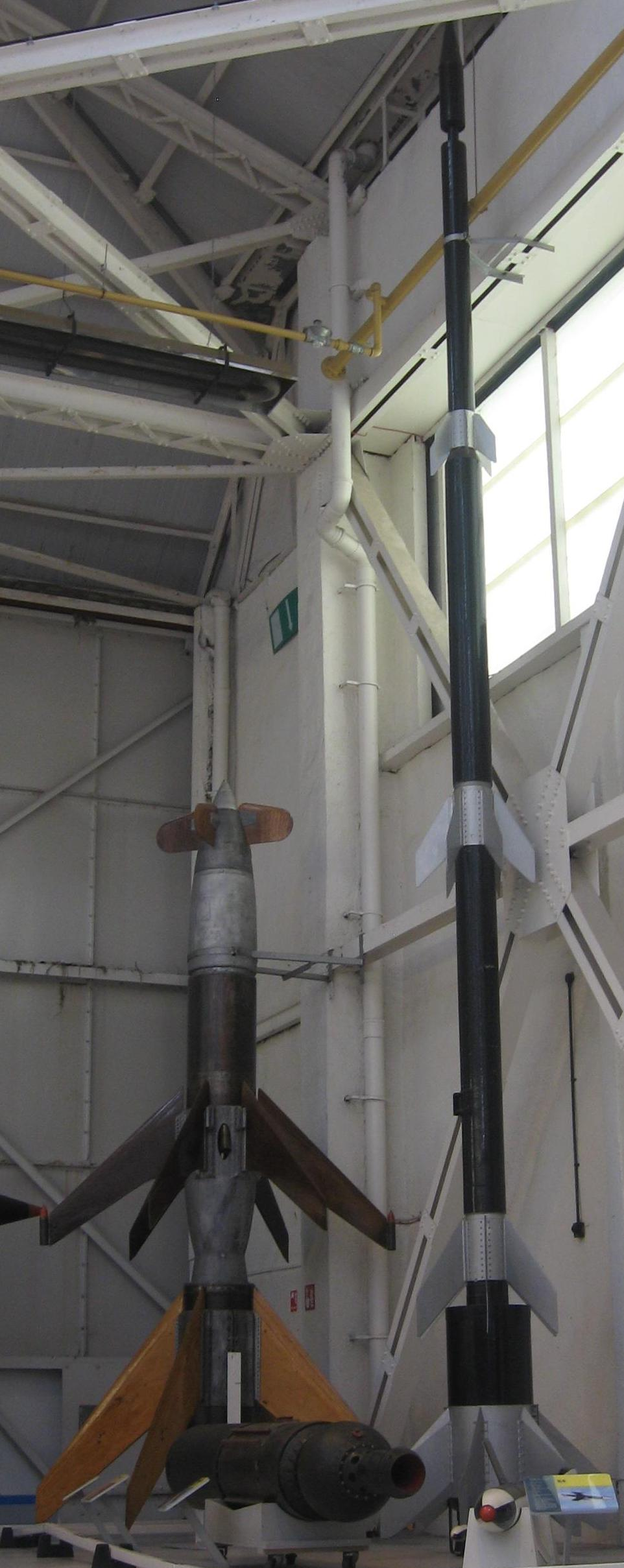
Van links naar rechts: Rheintochter, deel van een Rheintochter R3 (liggend), Rheinbote (V4)

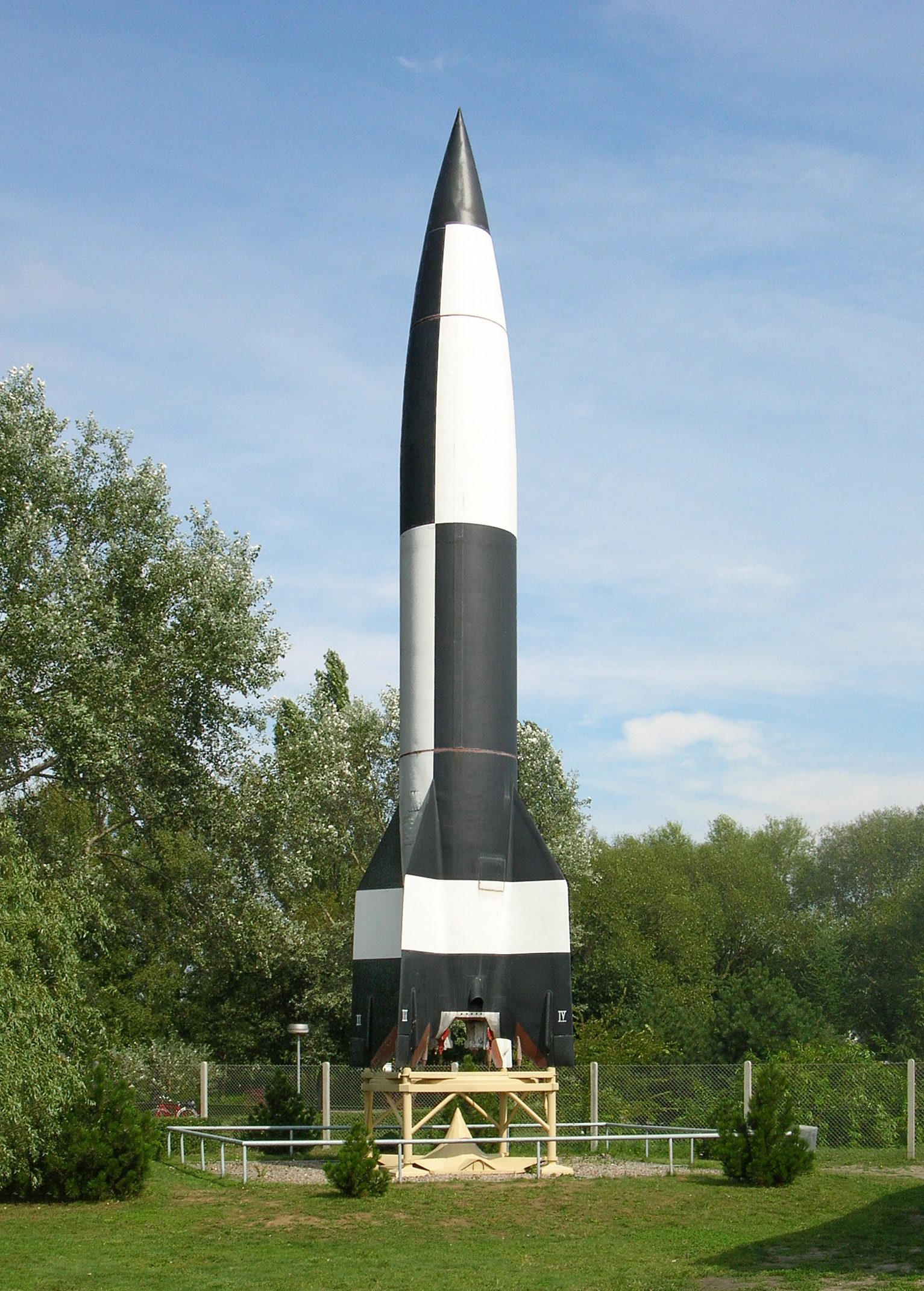
V-2 in het Peenemünde Museum

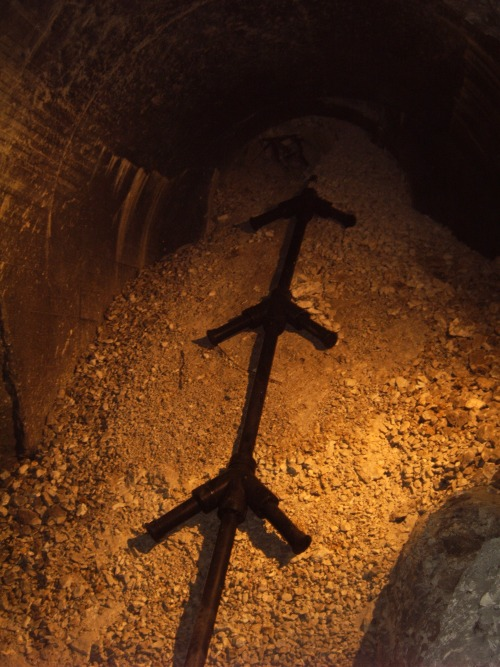
Een deel van een V-3 in een bunker

V-wapens (afkorting van de Duitse naam Vergeltungswaffen) is de door de Duitse propagandaminister Joseph Goebbels geïntroduceerde naam voor een aantal wapens dat aan het einde van de Tweede Wereldoorlog door de Duitsers in gebruik werd genomen in een poging om het Duitse overwicht in de oorlog te herstellen. Hoewel Duitsland een groot aantal 'wonderwapens' ontwikkelde werd de aanduiding V-wapen aan slechts vier hiervan toegekend.
Het betreft in totaal vier types, waarvan alleen de V1, V2 en V4 daadwerkelijk in gebruik werden genomen. De "vliegende bommen" V1 en V2 waren de voorlopers van de latere geleide wapens. Proeven in Duitsland (1930) legden de basis voor de onder leiding van Wernher von Braun geconstrueerde en later operationeel gebruikte V-wapens.

## V1
De V1 was een ± 8 meter lang onbemand vliegtuig, dat vanaf een katapultinstallatie werd gestart. Op zeker moment nam de automatische piloot de besturing over. De motor was een pulserende straalmotor op kerosine. Wanneer een vooraf bepaalde afstand (maximaal 300 km) was afgelegd dook het wapen omlaag en explodeerde op de grond. Vanaf juni 1944 werden in totaal zo'n 8000 V1's naar voornamelijk Londen gelanceerd, waarvan er zo'n 2400 hun bestemming bereikten. Ook op Antwerpen werden V1's gericht.

## V2
De V2 was een ± 14 meter lange raket. De motor werkte op vloeibare zuurstof en alcohol. Na de start volgde het wapen een ballistische baan. Vanaf september 1944 werden meer dan 3000 V2's gelanceerd naar doelen in Engeland en België. Meer dan de helft is op of nabij het doel neergekomen. Uit de V2 werd de Wasserfall-raket ontwikkeld, die ten onrechte weleens V3 wordt genoemd, maar deze aanduiding nooit officieel kreeg toegekend.

## V3
De V3 was een hogedrukkanon met een loop van ongeveer 120 meter, dat met grote snelheid zware projectielen over een afstand tot 90 km zou moeten kunnen schieten. Een complex met een vijftal van deze kanonnen was gebouwd in Mimoyecques in Frankrijk en was gericht op Londen, maar werd nooit operationeel. Een ingekorte variant van 58 meter lengte werd ten tijde van het Ardennenoffensief ingezet om Luxemburg te bombarderen.

## V4
De V4 (Rheinbote) was een in 1943 ontwikkelde, ruim 11 meter lange 4-traps raket, die werd afgeschoten vanaf een mobiel platform, een zogenoemde Meillerwagen. De raket woog 1560 kg en kon een snelheid bereiken van 5000-6000 km per uur en was ongeleid. De springkop bevatte een springstoflading van slechts 30 kg. De reikwijdte bedroeg meer dan 220 km. In Nederland werd eind december 1944 een viertal van deze raketten afgevuurd door de Artillerie-Abteilung 709 vanaf het huidige Zandenbos bij Nunspeet met het doel de havens van Antwerpen te bombarderen. In totaal werden vanaf deze locatie ongeveer 15 stuks afgevuurd. Door een foutief opgegeven afvuurhoek (64 graden) schoten de raketten het doel voorbij en kwamen neer in de buurt van Gent. Hierna werd eind januari 1945 de Artillerie-Abteilung teruggetrokken. De totale productie van dit wapen bedroeg 220 stuks.